# Adelheid von Katzenelnbogen

Das Wappen der Grafen von Katzenelnbogen

Adelheid von Katzenelnbogen († Mainz, 22. Februar 1288) war eine Gräfin aus dem Haus Katzenelnbogen und durch Ehe Gräfin von Nassau. Sie ist die Vorfahrin der walramischen Linie des Hauses Nassau und eine direkte Vorfahrin der Großherzöge von Luxemburg.

## Leben

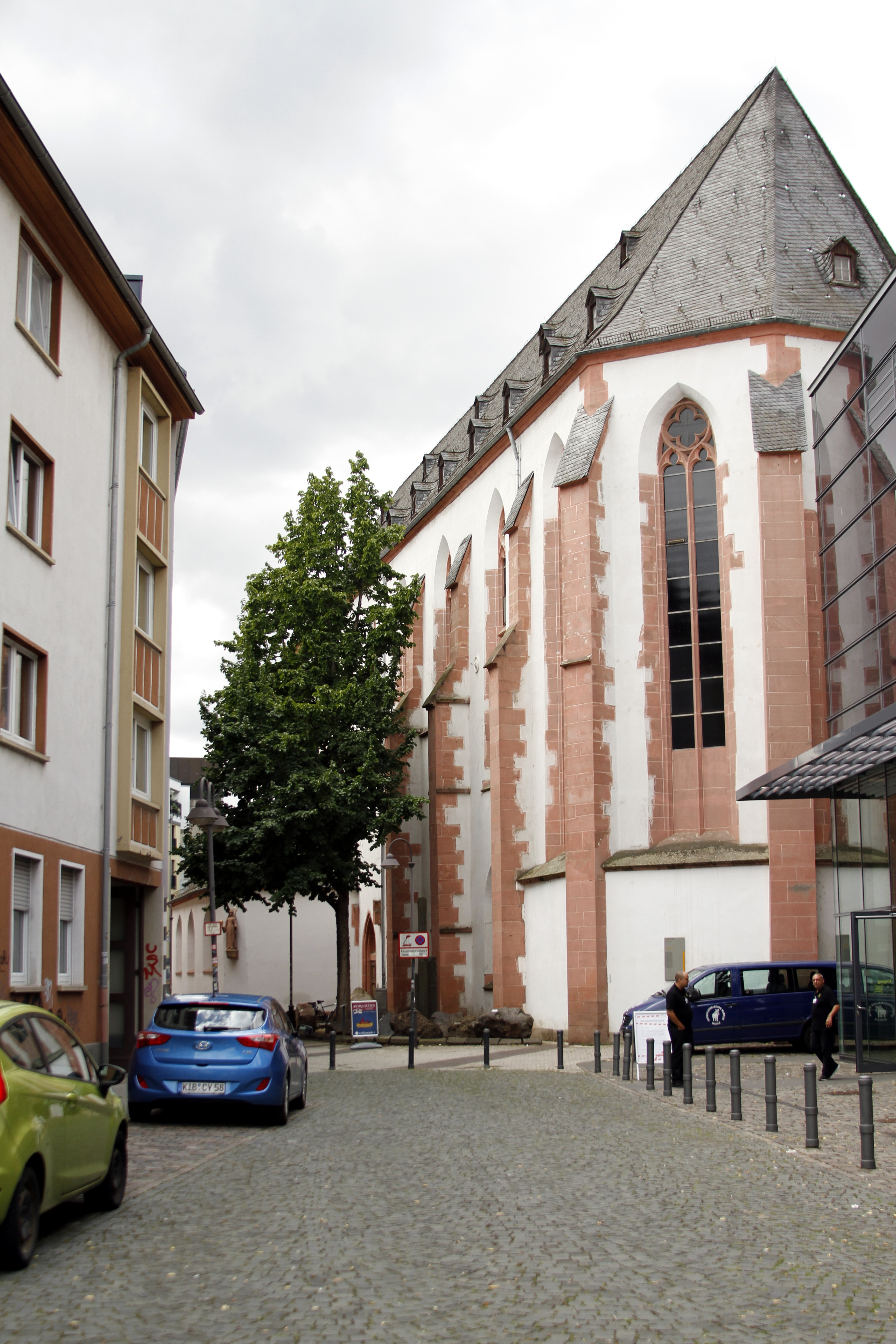
Das ehemalige Klarissenkloster St. Klara in Mainz (Reichklara)

Adelheid war die Tochter des Grafen Diether IV. von Katzenelnbogen und Hildegunde. Sie heiratete vor 1250 Graf Walram II. von Nassau (* um 1220; † 24. Januar 1276). Ihr Ehemann hatte die Grafschaft Nassau am 16. Dezember 1255 mit seinem jüngeren Bruder Otto I. geteilt, wobei Walram das Gebiet südlich der Lahn – unter anderem bestehend aus Wiesbaden, Idstein, Weilburg und Bleidenstadt – erhalten hatte.
Aus dieser Ehe gingen hervor:
1. Diether (* um 1250; † Trier, 23. November 1307), war Erzbischof und Kurfürst von Trier 1300–1307.
2. Adolf (* um 1255; † Göllheim, 2. Juli 1298), Nachfolger seines Vaters, war römisch-deutscher König 1292–1298.
3. Richardis († 28. Juli 1311), war Nonne im Kloster St. Klara in Mainz und später im Kloster Klarenthal bei Wiesbaden.
4. Mathilda (jung verstorben).
5. Imagina († vor 1276), ⚭ möglicherweise Friedrich von Lichtenberg.

Walram starb – angeblich in geistiger Umnachtung – am 24. Januar 1276. Adelheid trat dann in das Kloster ein, sie war eine Franziskanerin in Wiesbaden (im Sommer) und in Mainz (im Winter). Angeblich führten sie und ihre Tochter Richardis ein sehr frommes Leben.
Die Nekrologie des Klarissenklosters St. Klara in Mainz dokumentierte den Tod von „Alheidis … comitissa de Nassowe“ am „Non Kal Mar“ im Jahr 1288 und ihre Beerdigung „in habitu soror“. Sie starb am 22. Februar 1288 und wurde im Kloster St. Klara in Mainz beigesetzt.